# Grand Prix-wegrace van Groot-Brittannië 1980
De Grand Prix-wegrace van Groot-Brittannië 1980 was de achtste race van het wereldkampioenschap wegrace-seizoen 1980. De races werden verreden op 10 augustus 1980 op het Silverstone circuit nabij Silverstone (Northamptonshire). In deze Grand Prix werd de wereldtitel in de zijspanklasse beslist. De races eisten de levens van Patrick Pons en zijspancoureur Mal White.

## Algemeen
Gregg Hansford kon met de nieuwe Kawasaki KR 500 niet in Silverstone starten, omdat tests in Japan door aanhoudende regenval ernstig vertraagd waren. Daardoor werden de machines te laat verscheept om nog in Silverstone te kunnen rijden. De uitslag in de 500cc-race was bepalend voor de Duitse Grand Prix, want veel coureurs hoopten de gevaarlijke Nordschleife over te kunnen slaan. Dat was nu niet meer mogelijk, want Kenny Roberts was nog niet zeker van zijn wereldtitel en Suzuki was Yamaha in de stand om de constructeurstitel tot op één punt genaderd.

## 500 cc
Voor Kenny Roberts was het belangrijk de Britse Grand Prix te winnen, want zo kon hij zijn wereldtitel veilig stellen en hoefde hij niet naar de gehate Nürburgring. Wil Hartog had de beste start, maar viel al snel terug en viel uiteindelijk uit. Het gevecht om de leiding ging tussen Randy Mamola, Marco Lucchinelli, Kenny Roberts, Graziano Rossi en Graeme Crosby. Rossi en Crosby moesten uiteindelijk afhaken. Lucchinelli probeerde bij de kopgroep te blijven, maar vroeg daarbij te veel van zijn banden. Roberts pakte een paar keer de leiding, maar besefte dat hij Mamola moest laten gaan. Takazumi Katayama leverde de tot nu toe beste prestatie met de Honda NR 500: hij werd vijftiende. Tijdens deze race verongelukte Patrick Pons.

### Uitslag van 500 cc
| Pos | Coureur           | Merk          | Tijd     | Grid | Punten |
| --- | ----------------- | ------------- | -------- | ---- | ------ |
| 1   | Randy Mamola      | Suzuki        | 42'52"71 | 4    | 15     |
| 2   | Kenny Roberts     | Yamaha        | 43'03"86 | 1    | 12     |
| 3   | Marco Lucchinelli | Suzuki        | 43'19"10 | 2    | 10     |
| 4   | Graziano Rossi    | Suzuki        | 43'19"22 | 3    | 8      |
| 5   | Johnny Cecotto    | Yamaha        | 43'38"92 | 7    | 6      |
| 6   | Franco Uncini     | Suzuki        | 43'42"49 | 5    | 5      |
| 7   | Kork Ballington   | Kawasaki      | 43'48"73 | 16   | 4      |
| 8   | Philippe Coulon   | Suzuki        | 43'56"21 | 13   | 3      |
| 9   | Jack Middelburg   | Yamaha        | 44'03"38 | 11   | 2      |
| 10  | Dave Potter       | Yamaha        | 44'08"94 | 17   | 1      |
| 11  | Dale Singleton    | Yamaha        | 44'09"13 | 21   |        |
| 12  | John Newbold      | Suzuki        | 44'11"28 | 15   |        |
| 13  | Graeme Crosby     | Suzuki        | 44'12"62 | 6    |        |
| 14  | Raymond Roche     | Yamaha        | 44'31"87 | 27   |        |
| 15  | Takazumi Katayama | Honda         |          | 28   |        |
| 16  | Boet van Dulmen   | Bakker-Yamaha |          | 24   |        |
| 17  | Steve Parrish     | Suzuki        |          | 36   |        |
| 18  | Roger Marshall    | Yamaha        |          | 23   |        |
| 19  | Willem Zoet       | Suzuki        |          | 26   |        |
| 20  | Peter Sjöström    | Suzuki        |          | 41   |        |
| 21  | Paul Henderson    | Suzuki        |          | 42   |        |
| 22  | Gustav Reiner     | Suzuki        |          | 37   |        |
| 23  | Werner Nenning    | Yamaha        |          | 30   |        |
| 24  | Gerhard Vogt      | Suzuki        |          | 39   |        |
| 25  | Henk de Vries     | Suzuki        |          | 40   |        |
| DNF | Wil Hartog        | Suzuki        |          | 8    |        |
| DNF | Michel Rougerie   | Suzuki        | Val      | 9    |        |
| DNF | Barry Sheene      | Harris-Yamaha |          | 10   |        |
| DNF | Michel Frutschi   | Yamaha        |          | 12   |        |
| DNF | Patrick Pons      | Yamaha        | Val      | 14   | (†)    |
| DNF | Hubert Rigal      | Yamaha        |          | 18   |        |
| DNF | Carlo Perugini    | Suzuki        |          | 19   |        |
| DNF | Bernard Fau       | Yamaha        |          | 20   |        |
| DNF | Sadao Asami       | Yamaha        |          | 22   |        |
| DNF | Jeffrey Sayle     | Yamaha        |          | 25   |        |
| DNF | Gianni Rolando    | Suzuki        |          | 29   |        |
| DNF | Graham Wood       | Yamaha        |          | 31   |        |
| DNF | Steve Manship     | Yamaha        |          | 32   |        |
| DNF | Seppo Rossi       | Suzuki        |          | 33   |        |
| DNF | Stuart Avant      | Suzuki        |          | 34   |        |
| DNQ | Franck Gross      | Suzuki        |          |      |        |
| DNQ | Dennis Ireland    | Suzuki        |          |      |        |
| DNQ | John Woodley      | Suzuki        |          |      |        |
| DNQ | Roberto Pietri    | Suzuki        |          |      |        |
| DNQ | Mick Grant        | Suzuki        |          |      |        |
| DNQ | Alex George       | Yamaha        |          |      |        |
| DNQ | Alain Nies        | Suzuki        |          |      |        |

### Top 10 WK-stand na deze race
| Pos | Coureur           | Merk                   | Ptn |
| --- | ----------------- | ---------------------- | --- |
| 1   | Kenny Roberts     | Yamaha                 | 79  |
| 2   | Randy Mamola      | Suzuki                 | 66  |
| 3   | Franco Uncini     | Suzuki                 | 46  |
| 4   | Marco Lucchinelli | Suzuki                 | 44  |
| 5   | Graziano Rossi    | Suzuki                 | 38  |
| 6   | Johnny Cecotto    | Yamaha                 | 26  |
| 7   | Wil Hartog        | Suzuki                 | 21  |
| 8   | Takazumi Katayama | Suzuki                 | 18  |
| 9   | Graeme Crosby     | Suzuki                 | 17  |
| 9   | Jack Middelburg   | Yamaha / Bakker-Yamaha | 17  |

## 350 cc
Jon Ekerold vreesde de druk van Toni Mang, die al wereldkampioen 250cc-was en zich nu op de 350cc-klasse concentreerde. Ekerold besefte dat hij minstens enkele tweede plaatsen moest scoren om zijn wereldtitel veilig te stellen. In de race was hij als eerste weg, maar Mang brak het ronderecord en nam de leiding in de race over. Ekerold stelde zich tevreden met de tweede plaats, want hij moest te veel risico nemen om Mang te volgen. Patrick Fernandez drong aanvankelijk aan op de tweede plaats, maar viel, waarbij hij een gebroken pols en een heupblessure opliep. Daardoor kwam Eric Saul, die een groot aantal rijders had ingehaald, op de derde plaats terecht. Omdat Johnny Cecotto uitviel stootte Mang meteen door naar de tweede plaats in het kampioenschap.

### Uitslag 350 cc
| Pos | Coureur              | Merk             | Tijd     | Grid | Punten |
| --- | -------------------- | ---------------- | -------- | ---- | ------ |
| 1   | Toni Mang            | Krauser-Kawasaki | 37'57"33 | 1    | 15     |
| 2   | Jon Ekerold          | Bimota-Yamaha    | 38'11"97 | 2    | 12     |
| 3   | Eric Saul            | Bimota-Yamaha    | 38'17"19 | 9    | 10     |
| 4   | Jean-François Baldé  | Kawasaki         | 38'19"63 | 3    | 8      |
| 5   | Tony Rogers          | Yamaha           | 38'30"46 | 5    | 6      |
| 6   | Keith Huewen         | Yamaha           | 38'50"59 | 29   | 5      |
| 7   | Tony Head            | Yamaha           | 38'32"25 | 6    | 4      |
| 8   | Thierry Espié        | Bimota-Yamaha    | 38'33"25 | 11   | 3      |
| 9   | Jean-Louis Tournadre | Bimota-Yamaha    | 38'36"91 | 23   | 2      |
| 10  | Walter Villa         | Adriatica-Yamaha | 38'39"68 | 4    | 1      |
| 11  | Graeme McGregor      | Yamaha           | 38'52"31 | 12   |        |
| 12  | Carlos Lavado        | Bimota-Yamaha    | 39'04"88 | 13   |        |
| 13  | John Pace            | Yamaha           | 39'05"20 | 22   |        |
| 14  | Eero Hyvärinen       | Yamaha           | 39'05"22 | 21   |        |
| 15  | Jacques Cornu        | Yamaha           | 39'05"58 | 24   |        |
| 16  | Murray Sayle         | Yamaha           | 39'11"73 | 34   |        |
| 17  | Edi Stöllinger       | Kawasaki         | 39'11"93 | 28   |        |
| 18  | Pekka Nurmi          | Yamaha           | 39'12"02 | 26   |        |
| 19  | Iwao Ishikawa        | Yamaha           | 39'12"09 | 32   |        |
| 20  | Steve Tonkin         | Yamaha           | 39'12"27 | 38   |        |
| 21  | Chas Mortimer        | Cotton-Rotax     | 39'12"57 | 31   |        |
| 22  | Donnie Robinson      | Yamaha           | 39'24"26 | 35   |        |
| 23  | Reinhold Roth        | Yamaha           | 39'33"17 | 40   |        |
| 24  | Reino Eskelinen      | Yamaha           |          | 37   |        |
| DNF | Patrick Fernandez    | Yamaha           | Val      | 7    |        |
| DNF | Jacques Bolle        | Yamaha           |          | 8    |        |
| DNF | Jeffrey Sayle        | Yamaha           |          | 10   |        |
| DNF | Charlie Williams     | Yamaha           |          | 14   |        |
| DNF | Roland Freymond      | Bimota-Yamaha    |          | 15   |        |
| DNF | René Delaby          | Yamaha           |          | 17   |        |
| DNF | Massimo Matteoni     | Bimota-Yamaha    |          | 18   |        |
| DNF | Didier de Radiguès   | Yamaha           |          | 19   |        |
| DNF | Johnny Cecotto       | Bimota-Yamaha    |          | 25   |        |
| DNF | Carlo Perugini       | RTM              |          | 27   |        |
| DNF | Phil Mellor          | Yamaha           |          | 30   |        |
| DNF | Siegfried Minich     | Yamaha           |          | 33   |        |
| DNF | Hervé Guillieux      | Yamaha           |          | 36   |        |
| DNF | Yo-Chan Matsumoto    | Yamaha           |          | 39   |        |
| DNQ | Klaas Hernamdt       | Yamaha           |          |      |        |
| DNQ | Gustav Reiner        | Yamaha           |          |      |        |
| DNQ | Graham Young         | Yamaha           |          |      |        |
| DNQ | Marco Grecco         | Yamaha           |          |      |        |
| DNQ | Alan Roethlisberger  | Yamaha           |          |      |        |
| DNQ | Bernard Murray       | Yamaha           |          |      |        |

### Top 10 WK-stand na deze race
| Pos | Coureur             | Motorfiets       | Ptn |
| --- | ------------------- | ---------------- | --- |
| 1   | Jon Ekerold         | Bimota-Yamaha    | 47  |
| 2   | Toni Mang           | Krauser-Kawasaki | 33  |
| 3   | Johnny Cecotto      | Bimota-Yamaha    | 27  |
| 4   | Eric Saul           | Bimota-Yamaha    | 24  |
| 5   | Jean-François Baldé | Kawasaki         | 18  |
| 6   | Walter Villa        | Adriatica-Yamaha | 16  |
| 6   | Massimo Matteoni    | Bimota-Yamaha    | 16  |
| 8   | Patrick Fernandez   | Bimota-Yamaha    | 12  |
| 9   | Jeffrey Sayle       | Yamaha           | 11  |
| 10  | Carlo Perugini      | RTM              | 10  |

## 250 cc
Kork Ballington had een slechte start in de 250cc-race, maar vond toch vrij snel aansluiting bij koploper Toni Mang. In de veertiende ronde nam Ballington de leiding definitief over. De strijd om de derde plaats ging tussen Graeme McGregor, Thierry Espié, Steve Tonkin, Edi Stöllinger en Hans Müller. De Cotton van McGregor verloor in de laatste twee ronden vermogen, waardoor hij moest afhaken. Espié werd derde, maar had 36 seconden achterstand op de koplopers.

### Uitslag 250 cc
| Pos | Coureur                | Merk             | Tijd     | Grid | Punten |
| --- | ---------------------- | ---------------- | -------- | ---- | ------ |
| 1   | Kork Ballington        | Kawasaki         | 38'42"49 | 2    | 15     |
| 2   | Toni Mang              | Krauser-Kawasaki | 38'43"01 | 1    | 12     |
| 3   | Thierry Espié          | Yamaha           | 39'18"35 | 13   | 10     |
| 4   | Edi Stöllinger         | Kawasaki         | 39'20"59 | 10   | 8      |
| 5   | Hans Müller            | Yamaha           | 39'20"96 | 4    | 6      |
| 6   | Steve Tonkin           | Cotton-Rotax     | 39'22"38 | 19   | 5      |
| 7   | Graeme McGregor        | Cotton-Rotax     | 39'30"21 | 11   | 4      |
| 8   | Roland Freymond        | Ad Maiora        | 39'32"01 | 12   | 3      |
| 9   | Charlie Williams       | Yamaha           | 39'33"31 | 6    | 2      |
| 10  | Tony Rogers            | Yamaha           | 39'33"43 | 3    | 1      |
| 11  | Jean-Marc Toffolo      | Yamaha           | 39'45"85 | 7    |        |
| 12  | Tony Head              | Yamaha           | 39'45"93 | 20   |        |
| 13  | Jacques Bolle          | Yamaha           | 39'46"28 | 17   |        |
| 14  | John Pace              | Yamaha           | 39'49"49 | 23   |        |
| 15  | René Delaby            | Yamaha           | 39'50"44 | 16   |        |
| 16  | André Gouin            | Yamaha           | 39'51"36 | 22   |        |
| 17  | Paolo Ferretti         | Yamaha           | 39'53"94 | 34   |        |
| 18  | Jean-François Baldé    | Kawasaki         | 39'54"81 | 15   |        |
| 19  | Barry Woodland         | Yamaha           | 40'14"55 | 36   |        |
| 20  | Chas Mortimer          | Cotton-Rotax     | 40'15"12 | 39   |        |
| 21  | Pierre Tocco           | Yamaha           | 40'15"50 | 38   |        |
| 22  | Jean-Louis Guignabodet | Kawasaki         | 40'15"91 | 33   |        |
| 23  | Neil Tuxworth          | Yamaha           | 40'19"00 | 32   |        |
| 24  | Derek Huxley           | Cotton-Rotax     | 40'19"38 | 26   |        |
| DNF | Peter Looijesteijn     | Yamaha           |          | 5    |        |
| DNF | Alan North             | Yamaha           |          | 8    |        |
| DNF | Roger Sibille          | Yamaha           |          | 9    |        |
| DNF | Joey Dunlop            | Yamaha           |          | 14   |        |
| DNF | Carlos Lavado          | Yamaha           |          | 18   |        |
| DNF | Eero Hyvärinen         | Yamaha           |          | 21   |        |
| DNF | Walter Villa           | Yamaha           |          | 24   |        |
| DNF | Sauro Pazzaglia        | Ad Maiora        |          | 25   |        |
| DNF | Steve Henshaw          | Yamaha           |          | 28   |        |
| DNF | Jean-Louis Tournadre   | Yamaha           |          | 29   |        |
| DNF | Jacques Cornu          | Yamaha           |          | 30   |        |
| DNF | Pekka Nurmi            | Yamaha           |          | 35   |        |
| DNF | Phil Mellor            | Yamaha           |          | 37   |        |
| DNF | Didier de Radiguès     | Yamaha           |          | 40   |        |
| DNQ | Klaas Hernamdt         | Yamaha           |          |      |        |
| DNQ | Graham Young           | Yamaha           |          |      |        |
| DNQ | Reinhold Roth          | Yamaha           |          |      |        |
| DNQ | Patrick de Radiguès    | Yamaha           |          |      |        |
| DNQ | Eric Saul              | Yamaha           |          |      |        |
| DNQ | Murray Sayle           | Yamaha           |          |      |        |
| DNQ | Bernard Murray         | Yamaha           |          |      |        |
| DNQ | Bengt Elgh             | Yamaha           |          |      |        |
| DNQ | Guy Bertin             | MBA              |          |      |        |
| DNQ | Steve Cull             | Cotton-Rotax     |          |      |        |

### Top 10 WK-stand na deze race
| Pos | Coureur                    | Motorfiets       | Ptn |
| --- | -------------------------- | ---------------- | --- |
| 1   | Toni Mang (wereldkampioen) | Krauser-Kawasaki | 103 |
| 2   | Kork Ballington            | Kawasaki         | 60  |
| 3   | Thierry Espié              | Bimota-Yamaha    | 48  |
| 4   | Jean-François Baldé        | Kawasaki         | 37  |
| 5   | Roland Freymond            | Ad Maiora        | 35  |
| 6   | Carlos Lavado              | Yamaha           | 29  |
| 7   | Giampaolo Marchetti        | Yamaha           | 28  |
| 8   | Eric Saul                  | Yamaha           | 24  |
| 9   | Jacques Cornu              | Yamaha           | 20  |
| 10  | Patrick Fernandez          | Yamaha           | 16  |

## 125 cc
Peter Looijesteijn had de derde trainingstijd in de 125cc-klasse neergezet, maar remde zichzelf al in de opwarmronde onderuit, waardoor die startplaats leeg bleef. Harald Bartol startte als snelste, maar werd al snel gepasseerd door Guy Bertin, die werd gevolgd door Ángel Nieto. Er ontstonden twee gevechten: om de eerste plaats tussen Bertin en Nieto en om de derde plaats tussen Bruno Kneubühler, Loris Reggiani en Pier Paolo Bianchi. In de elfde ronde viel Nieto uit door schakelproblemen, waardoor Bertin gemakkelijk aan de leiding ging met zes seconden voorsprong. Toch riskeerde Bertin te veel: in de laatste ronde remde hij zichzelf onderuit, waardoor Reggiani zijn eerste Grand Prix won, voor Kneubühler en Bianchi.

### Uitslag 125 cc
| Pos | Coureur                      | Merk       | Tijd              | Grid              | Punten |
| --- | ---------------------------- | ---------- | ----------------- | ----------------- | ------ |
| 1   | Loris Reggiani               | Minarelli  | 34'31"04          | 6                 | 15     |
| 2   | Bruno Kneubühler             | MBA        | 34'44"23          | 7                 | 12     |
| 3   | Pier Paolo Bianchi           | Minarelli  | 34'44"44          | 4                 | 10     |
| 4   | Iván Palazzese               | MBA        | 34'54"55          | 13                | 8      |
| 5   | Eugenio Lazzarini            | Iprem      | 34'55"10          | 9                 | 6      |
| 6   | Harald Bartol                | MBA        | 35'07"66          | 5                 | 5      |
| 7   | Hans Müller                  | MBA        | 35'08"83          | 8                 | 4      |
| 8   | Patrick Hérouard             | MBA        | 35'13"31          | 12                | 3      |
| 9   | Henk van Kessel              | Condor     | 35'25"53          | 11                | 2      |
| 10  | Michel Galbit                | Morbidelli | 35'31"65          | 14                | 1      |
| 11  | Thierry Noblesse             | MBA        | 35'41"37          | 17                |        |
| 12  | Rino Zuliani                 | MBA        | 35'42"50          | 16                |        |
| 13  | Martin van Soest             | MBA        | 36'00"19          | 25                |        |
| 14  | Peter Hubbard                | Morbidelli | 36'10"21          | 20                |        |
| 15  | Paul Bordes                  | Morbidelli | 36'12"65          | 21                |        |
| 16  | Johnny Wickström             | Morbidelli | 36'13"12          | 30                |        |
| 17  | Willy Pérez                  | MBA        | 36'16"77          | 22                |        |
| 18  | Jan Huberts                  | MBA        | +1 ronde          | 36                |        |
| 19  | Fernando González de Nicolás | MBA        | +1 ronde          | 24                |        |
| 20  | René Rénier                  | MBA        | +1 ronde          | 33                |        |
| 21  | Fabrizio Santarini           | MBA        | +1 ronde          | 31                |        |
| 22  | Joe Genoud                   | MBA        | +1 ronde          | 29                |        |
| 23  | Jörg Affolter                | MBA        | +1 ronde          | 32                |        |
| DNF | Guy Bertin                   | Motobécane | Val               | 1                 |        |
| DNF | Ángel Nieto                  | Minarelli  | Versnellingsbak 2 | Versnellingsbak 2 |        |
| DNF | Clive Horton                 | Morbidelli |                   | 10                |        |
| DNF | August Auinger               | MBA        |                   | 15                |        |
| DNF | Stefan Dörflinger            | Morbidelli |                   | 18                |        |
| DNF | Jean-Claude Selini           | MBA        |                   | 19                |        |
| DNF | Per-Edvard Carlsson          | MBA        |                   | 23                |        |
| DNF | John Kernan                  | MBA        |                   | 26                |        |
| DNF | Barry Smith                  | MBA        |                   | 27                |        |
| DNF | Tony Smith                   | Morbidelli |                   | 28                |        |
| DNF | Reiner Koster                | MBA        |                   | 34                |        |
| DNF | Alojz Pavlic                 | MBA        |                   | 35                |        |
| DNS | Peter Looijesteijn           | MBA        | Val               | 3                 |        |

### Top 10 WK-stand na deze race
| Pos | Coureur            | Motorfiets | Ptn |
| --- | ------------------ | ---------- | --- |
| 1   | Pier Paolo Bianchi | MBA        | 80  |
| 2   | Ángel Nieto        | Minarelli  | 66  |
| 3   | Loris Reggiani     | Minarelli  | 63  |
| 4   | Bruno Kneubühler   | MBA        | 55  |
| 5   | Guy Bertin         | Motobécane | 51  |
| 6   | Hans Müller        | MBA        | 42  |
| 7   | Iván Palazzese     | MBA        | 25  |
| 8   | Peter Looijesteijn | MBA        | 17  |
| 8   | Barry Smith        | MBA        | 17  |
| 10  | Ricardo Tormo      | MBA        | 13  |

## Zijspannen
Jock Taylor en Benga Johansson werden eigenlijk al wereldkampioen in de opwarmronde, toen Rolf Biland door een vastloper de pit moest opzoeken. Bovendien viel Alain Michel al in de eerste ronde uit. Taylor moest de overwinning laten aan Derek Jones en Brian Ayres, maar zijn tweede plaats was voldoende voor de wereldtitel. Op het podium was er weinig vreugde, want tijdens de race waren de combinaties van Mal White/Phil Spendlove en Yvan Trolliet/Denis Vernet met elkaar in botsing gekomen. Daarbij vlogen White en Spendlove over de vanghekken en tegen het talud, waarbij Mal White op slag werd gedood.

### Uitslag zijspannen
| Pos | Coureur        | Bakkenist         | Merk               | Tijd      | Punten        |
| --- | -------------- | ----------------- | ------------------ | --------- | ------------- |
| 1   | Derek Jones    | Brian Ayres       | Ireson-Yamaha      | 32'08"28  | 15            |
| 2   | Jock Taylor    | Benga Johansson   | Windle-Yamaha      |           | 12            |
| 3   | George O'Dell  | Kenneth Williams  | Yamaha             |           | 10            |
| 4   | Peter Campbell | Richard Goodwin   | Yamaha             |           | 8             |
| 5   | Dick Greasley  | Stewart Atkinson  | Yamaha             |           | 6             |
| 6   | Egbert Streuer | Boy Brouwer       | LCR-Yamaha         |           | 5             |
| 7   | Walter Ohrmann | Erich Schmitz     | Yamaha             |           | 4             |
| 8   | Masato Kumano  | Georg Buchner     | Kumano-Yamaha      |           | 3             |
| 9   | Bruno Holzer   | Karl Meierhans    | LCR-Yamaha         |           | 2             |
| 10  | John Barker    | Nick Cutmore      | Yamaha             |           | 1             |
| DNF | Alain Michel   | Michael Burkhardt | Seymaz-Yamaha      |           |               |
| DNF | Yvan Trolliet  | Denis Vernet      | Seymaz-Yamaha      | Ongeval   |               |
| DNF | Mal White      | Phil Spendlove    | Yamaha             | Ongeval   | Mal White (†) |
| DNS | Rolf Biland    | Kurt Waltisperg   | Krauser-LCR-Yamaha | Vastloper |               |

### Top 10 WK-stand na deze race
| Pos | Coureur                      | Bakkenist                         | Motorfiets                  | Ptn |
| --- | ---------------------------- | --------------------------------- | --------------------------- | --- |
| 1   | Jock Taylor (wereldkampioen) | Benga Johansson (wereldkampioen)  | Windle-Yamaha               | 79  |
| 2   | Rolf Biland                  | Kurt Waltisperg                   | Krauser-LCR-Yamaha          | 48  |
| 3   | Werner Schwärzel             | Andreas Huber                     | Krauser-LCR-Yamaha          | 40  |
| 4   | Alain Michel                 | Paul Gérard en Michael Burkhardt  | Seymaz-Fath / Seymaz-Yamaha | 39  |
| 5   | Derek Jones                  | Brian Ayres                       | Ireson-Yamaha               | 35  |
| 6   | Egbert Streuer               | Johan van der Kaap en Boy Brouwer | LCR-Yamaha                  | 34  |
| 7   | Bruno Holzer                 | Karl Meierhans                    | LCR-Yamaha                  | 21  |
| 8   | George O'Dell                | Kenneth Williams en Bill Boldison | Yamaha                      | 14  |
| 9   | Göte Brodin                  | Billy Gällros                     | Krauser-LCR-Yamaha          | 11  |
| 9   | Michel Vanneste              | Serge Vanneste                    | Busch-Suzuki                | 11  |

## Trivia
- Yamaha haalde zich in Silverstone de woede van veel privérijders op de hals, toen Barry Sheene, die nog niets had gepresteerd, een fabrieksmotor kreeg. Deze motor had net als die van Roberts elektronische powervalves. Toen het niet werkte kreeg hij ook nog een Harris-frame. Vooral Boet van Dulmen en Jack Middelburg begrepen er niets van. Middelburg had zelfs al een Grand Prix gewonnen.
- Giampaolo Marchetti kon niet starten door een beenbreuk die hij had opgelopen door een verkeersongeval in Italië. Hij zou nooit meer in het wereldkampioenschap aan de start komen.
- Rolf Steinhausen was in België gecrasht en besloot daarna zijn carrière te beëindigen. Dat betekende uiteindelijk alleen dat hij in 1980 niet meer aan de start kwam. In 1981 hervatte hij zijn carrière.
- Voor Mick Grant herhaalde de geschiedenis zich. In 1979 was zijn Honda NR 500 na een val in de race uitgebrand, in 1980 gebeurde hetzelfde in de trainingen.

1977 · 1978 · 1979 · 1980 · 1981 · 1982 · 1983 · 1984 · 1985 · 1986 · 1987 · 1988 · 1989 · 1990 · 1991 · 1992 · 1993 · 1994 · 1995 · 1996 · 1997 · 1998 · 1999 · 2000 · 2001 · 2002 · 2003 · 2004 · 2005 · 2006 · 2007 · 2008 · 2009 · 2010 · 2011 · 2012 · 2013 · 2014 · 2015 · 2016 · 2017 · 2018 · 2019 · 2021 · 2022 · 2023 · 2024 · 2025